# 奎元馆

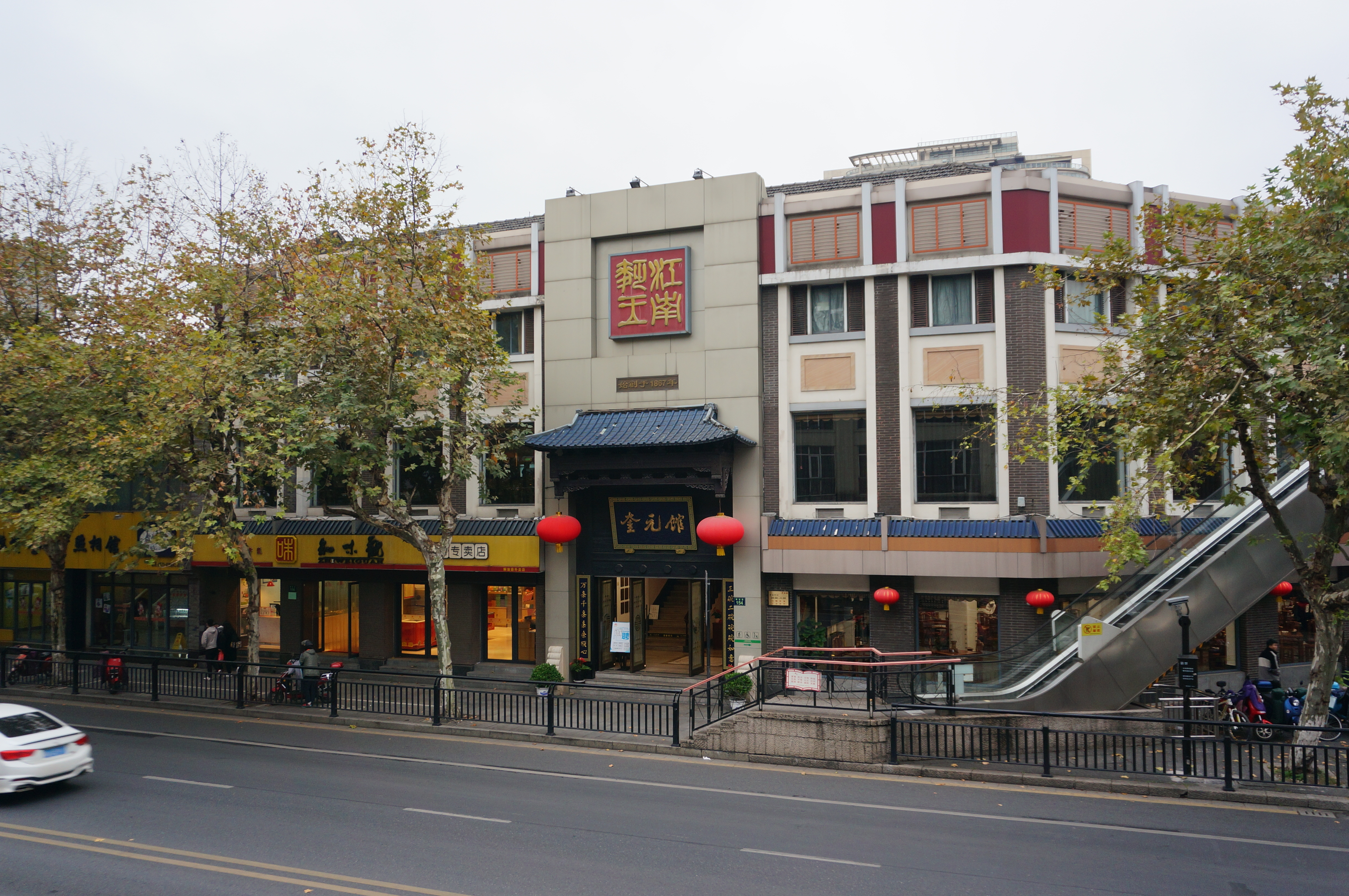
奎元馆解放路总店

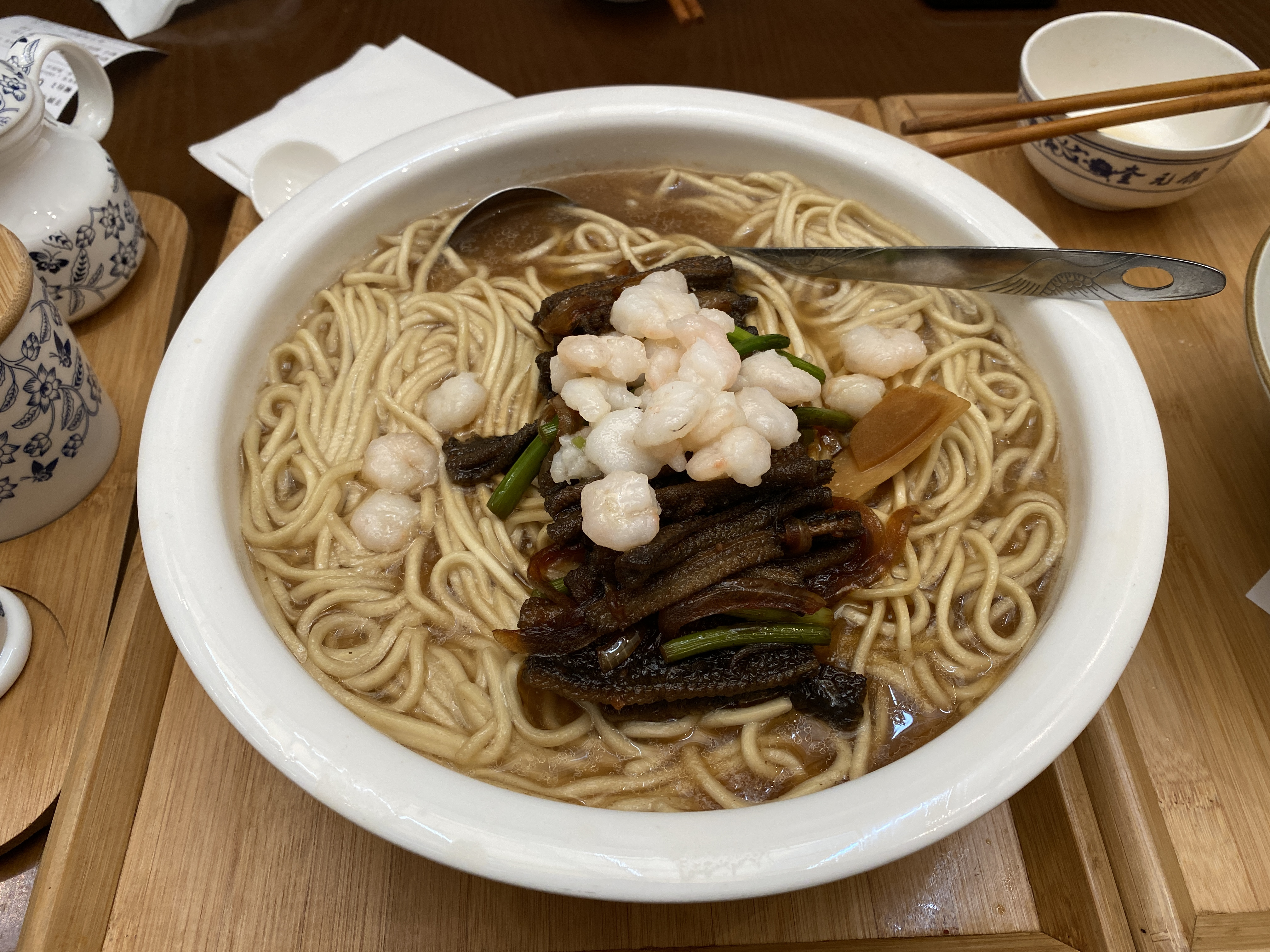
奎元馆招牌虾爆鳝面

奎元馆是中国杭州一家以面条为主的老字号餐馆，于清朝同治六年（1867年）由安徽人创办，比较有特色的有虾爆鳝面、片儿川。目前杭州市共有3家店面：
- 解放路總店：上城區解放路154號（靠近武林-湖濱傳統CBD）
- 星光城店：西湖區文三路500號星光城9幢1層10室（靠近浙江大學玉泉校區）
- 市民中心店：江干區解放東路48號杭州錢江新城市民中心H座一樓（位於錢江新城CBD）

## 历史
奎元馆创办于1867年。之后，奎元馆两易其主。民国初年，宁波人李山林接手面馆，将面馆由徽式改为甬式，经营甬式大面。1926年，李山林另设新店，将奎元馆以8000铜钱的价盘给伙计章顺宝经营。当时，来奎元馆吃面的主要是人力车夫、搬运工人等。章顺宝经营了8年，1934年交给女婿陈秀桃，此时奎元馆的固定资产已达1000银元，是8年前的330多倍。
20世纪40年代后期，奎元馆已颇有名气，游客中广泛流传着：“到杭州不吃奎元馆的面，等于没有游过杭州。”梅兰芳、盖叫天、周璇、石辉等文艺界知名人士，都曾到访奎元馆。1945年，中国抗日战争胜利后，原国民党第19路军军长蔡廷锴与李济深一起来到杭州，在奎元馆吃黄鱼面，并写下“东南独创”四个大字。
1959年，奎元馆在解放路现址，新建一座总面积达1200余平方米的3层餐厅大楼。底层和二楼均设东、西两大餐厅，可供800人同时就餐。此外，二楼还有一间陈设精致高雅的高级餐厅，专门接待各国来宾和侨胞宴饮。目前，奎元馆共经营100余种面条，其中片儿川面、虾爆鳝面最有名。